# Bejtedzsi irodalom
A bejtedzsi irodalom (albánul: letërsia e bejtexhinjve) az albán irodalomban a 18. és a 19. században népszerű, muzulmán verselési hagyományokon alapuló költészeti irányzat. A bejtedzsi költők (albánul bejtexhinj) albán nyelven, de arab írással vetették papírra költeményeiket. Noha alapvetően albán nyelvű versekről van szó, nem kevés, a korabeli albán köznyelvben ismeretlen török, perzsa és arab szó fordul elő bennük.
Az albán bejtexhi szó etimológiája az arab bajt („verssor”) szóra vezethető vissza. A 18. század első harmadában az albán nemzeti irodalmon belül megjelenő bejtedzsi irodalom gyorsan népszerű lett országszerte, különösen Albánia muzulmán kulturális központjaiban (Berat, Elbasan, Gjakova, Pristina, Kolonja, Frashër, Konispol). A bejtedzsijelenség mai megítélése kétélű. Egyrészt mint albán nyelvű irodalom tagadhatatlanul elősegítette az albán nemzeti tudat erősödését, különösen a muzulmán közösség tekintetében. Nem egy bejtedzsi költemény kézírásban terjedt el országszerte vagy a nép ajkán élt tovább. Másrészt mint arab írásrendszerű, török hagyományú irodalmi forma a Porta kezében is eszközül szolgált arra, hogy a török magaskultúrát, a török–albán azonosság eszméjét közvetítse az albániai alattvalók felé. Az oszmán adminisztráció iskolákat nyitott Albánia-szerte, amelyek padjaiból egy sor bejtedzsi költő került ki.
A bejtedzsi irodalom első, a 18. század végéig ívelő szakaszában jórészt világias tematikájú versek születtek, ekkor még az alkalmi költészet és a szerelmi líra dominált. A szerzők a szerelemről, a természet szépségéről, az emberi erényekről és gyarlóságokról, a munka és a tudás dicséretéről írtak szenvedélyes verseket. E korszak képviselői Nezim Frakulla, Sulejman Naibi és Muhamet Çami. Mellettük akadtak bejtedzsi költők – például Hasan Zyko Kamberi és Zenel Bastari –,akik a kor társadalmára és eseményeire reflektáltak realisztikus műveikben. Témáik a szegénység, a jövő bizonytalansága és a tímárrendszer igazságtalanságai voltak. A 18. század végétől a vallásos tematika lett hangsúlyosabb a bejtedzsi irodalomban, s ezzel együtt népszerűségéből is vesztett (e korszak szerzői például Dalip és Shahin Frashëri, Salih Pata, Hysen Dobraçi). A 19. század első felében jelentősége elhanyagolható volt a korábbihoz képest. A század derekán már csak Koszovóban alkottak bejtedzsi költők (például Hilmi Abdyl Maliqi, Rexhep Voka).